# لتا تئونگ
لتا تئونگ (به لاتین: Letha Taung) یک آتشفشان در میانمار است که در Mandalay Division, Myanmar واقع شده‌است. لتا تئونگ ۴۹۳ متر بالاتر از سطح دریا واقع شده‌است.